# 沙地圣母堂
沙地圣母堂 (波蘭語：Kościół Najświętszej Marii Panny na Piasku) 是一座罗马天主教教堂，位于西里西亚弗罗茨瓦夫城市中心奥得河的沙岛上。建于12世纪，是该国最古老的哥特式教堂之一。

## 历史

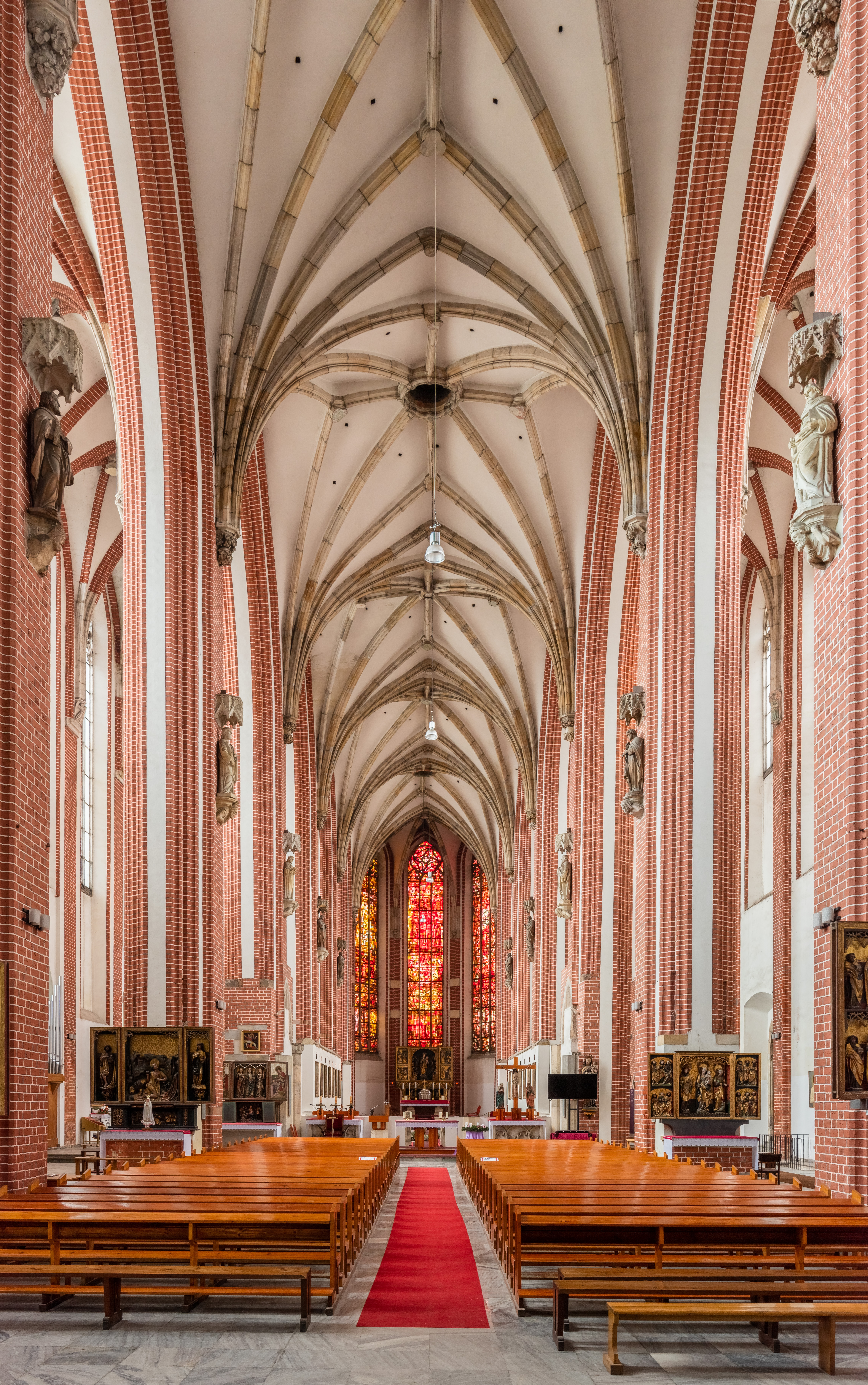

十一世纪末，帕拉廷伯爵的后代、波兰大贵族 Piotr Włostowic 允许在这个小岛上建造一座罗马式教堂，因此得名“沙滩上”。 这个强大的家族参与了西里西亚的福音化 。该堂供奉总督夫人玛丽亚·沃斯特的主保圣人圣母玛利亚。大门上方的门楣处有一尊圣母子的雕像，旁边是总督夫人怀抱儿子的跪像。

### 哥特式教堂

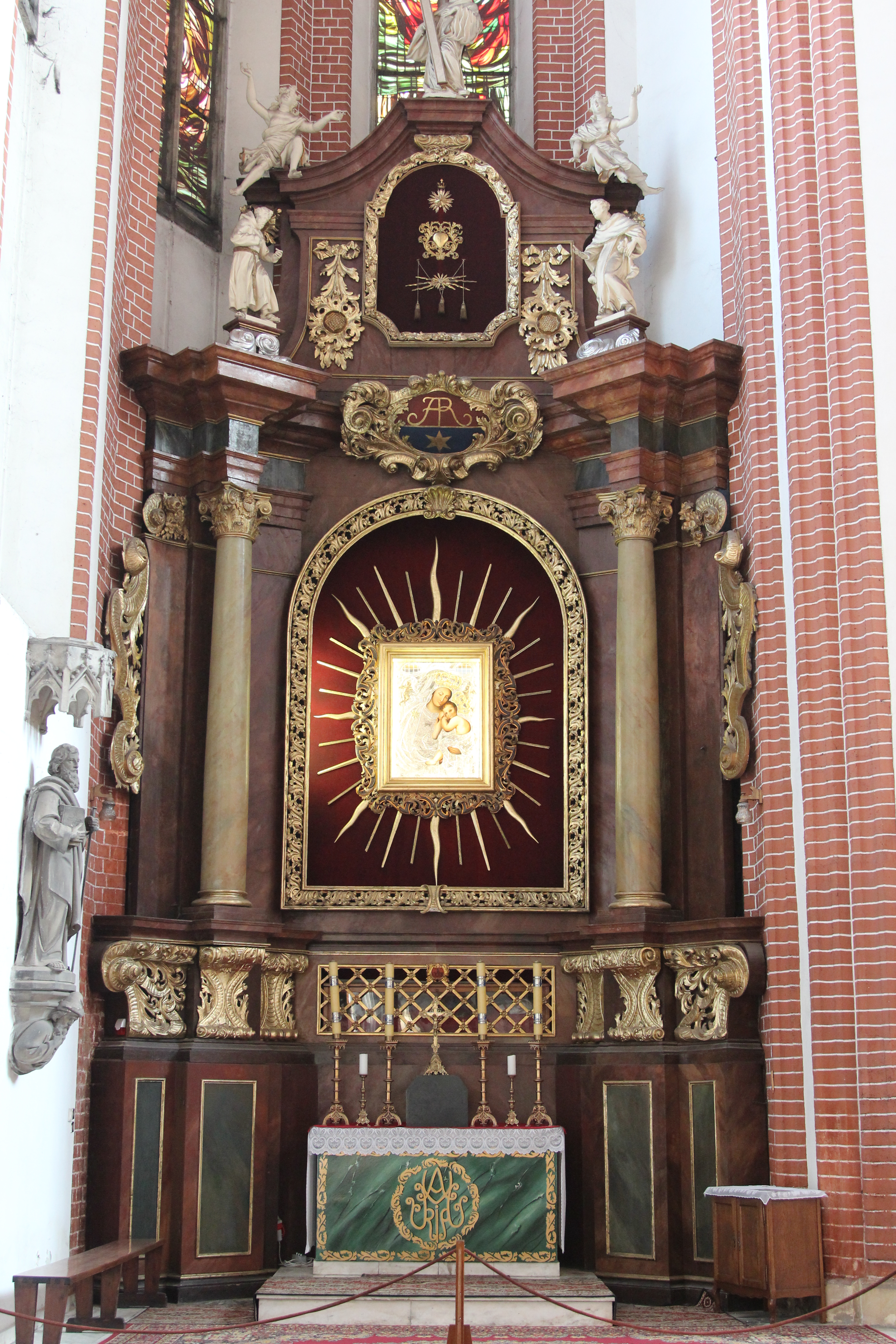

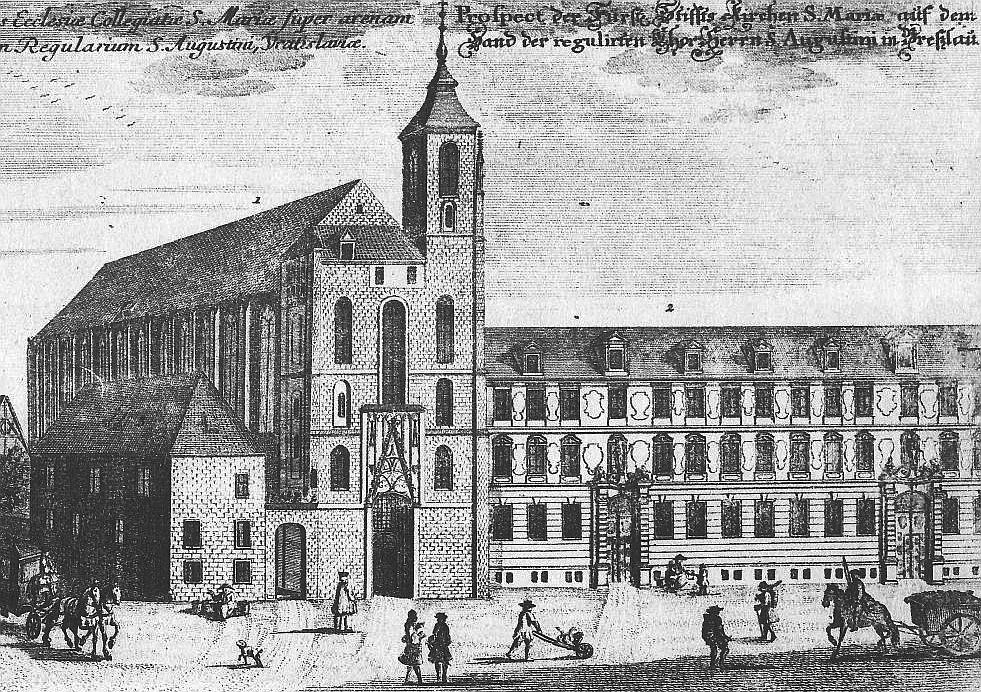

14世纪，拆除罗马风教堂，以便为一座更大的哥特式教堂让路。这座砖砌教堂建于1334年至1430年间，由建筑师佩舍尔设计。原设计有有两座钟楼，但北塔未能完成。中殿长78米，拥有巨大的窗户。哥特式拱顶高达24米。接下来的几个世纪里，又进行了其他一些工程，包括安东尼奥·科尔丁在1666年建造的圣十字小堂。这是该市最古老的巴洛克建筑。1632年三十年战争期间，该教堂被瑞典军队洗劫。一个世纪后，闪电击中了南塔，摧毁了它的屋顶，几天前，刚刚祝福了4.7吨重的新钟。在七年战争期间，普鲁士人将教堂用作弹药库。

### 第二次世界大战
1944年，希特勒将布雷斯劳打造成一座堡垒。1945年，当苏联军队向西推进时，沙地教堂和这些建筑充当了德国军队的总部，德国军队意识到要打一场殊死的战斗。 赫尔曼·尼霍夫将军指挥第371步兵师。在战斗中，布雷斯劳的大部分历史遗迹被摧毁或严重损坏。沙地教堂也被烧毁。巴洛克风格的内部完全消失了，迈克尔·威尔曼的画作、弗兰兹·约瑟夫·曼戈尔德的巴洛克讲坛，以及管风琴都被火焰摧毁了。
德国人在战后被驱逐出西里西亚，被来自东部的波兰难民所取代。这座城市的官方名称改为弗罗茨瓦夫，归属于波兰。1946年开始了一项修复教堂的计划，那时教堂已只剩下墙壁仍然矗立在那里。拱顶被重建起来。比萨拉比亚的马里亚姆皮利的天主教徒向教堂献上了16世纪的圣母像，那里已成为乌克兰。 教堂的内部由该市其他被毁教堂和教区博物馆中幸存的零件组成。只有门楣和圣洗池还是原物。华沙艺术家特蕾莎·雷克拉夫斯卡于1968年创作了新的现代花窗玻璃，描绘新约中的场景.。。